# Jannersee
Der Jannersee, auch Riedsee genannt, ist ein Grundwassersee in der Gemeinde Lauterach im Bezirk Bregenz in Vorarlberg. Er entstand zwischen 1961 und 1968 durch Kiesbaggerungen.

## Geografie
Im 800 Hektar großen Lauteracher Ried gelegen, ist der Jannersee Teil einer alten Kulturlandschaft. Im Lauteracher Ried befinden sich die größten Torflager Vorarlbergs mit einer Mächtigkeit von bis zu sechs Metern. Diese Landschaft ist das Zentrum der großen Rheintalmoore. Gleichzeitig ist das Lauteracher Ried Teil eines großen Freiraumes zwischen den Siedlungsgebieten Bregenz-Lauterach-Wolfurt-Schwarzach-Dornbirn-Lustenau-Fußach-Höchst und Hard. In diesem siedlungsfreien Gebiet gilt der Jannersee als beliebtes Bade- und Ausflugsziel. Oberirdische Zuläufe sind nicht vorhanden, der See wird von einer Grundwasserquelle gespeist und hat eine gute Wasserqualität.

## Geschichte
In den frühen 1960er-Jahren erhielt Erich Janner eine Schürfgenehmigung für eine Ried-Wiese, auf der ein Schwemmfächer der Bregenzerache lag. Im Zuge des Kiesabbaus füllte sich das Aushubloch mit Grundwasser, sodass ein See entstand. Ab 1965 wurde ein Schwimmbagger eingesetzt, bis die Kies-Reserven in einer Tiefe zwischen 14 und 28 Metern erschöpft waren. Das Abbaumaterial wurde großteils nach Dornbirn gefahren und für Bauarbeiten verwendet. Da die Aushubstelle keine Böschung hatte, ging der Uferbereich unmittelbar ins tiefe Wasser über. Die Gemeinde Lauterach forcierte einige Jahre die Bezeichnung „Riedsee“, die sich aber gegen den bereits geläufigen Namen Jannersee nicht durchsetzen konnte.

## Entwicklung zum Badesee
Nach Einstellung der Baggerarbeiten wurde das Grundstück von drei Familien erworben. Der westliche, heute zum Baden freigegebene Bereich wurde 1974 von der Familie Ludescher gekauft und ufersaniert.
Seit 1984 gibt es im Badebereich eine Jausenstation mit Bewirtung.
In den 70er- und 80er-Jahren gab es im Umkreis des Sees illegale Moped- und Autorennen. Autos mussten nach Unfällen aus dem See gezogen werden. Im See wurde auch nach Opfern von Jack Unterweger gesucht. Als gegen Ende der 90er-Jahre ein Fahr- und Parkverbot für den See-Bereich erlassen wurde, entwickelte er sich zu einem Naherholungsgebiet.

## Trivia
- Am Jannersee beginnt der seit 1994 jeweils im August durchgeführte Jannersee-Triathlon.
- Die Vorarlberger Band Alldra veröffentlichte 2006 ein Lied mit dem Titel „Jannersee“.